# توپ (ورزش)

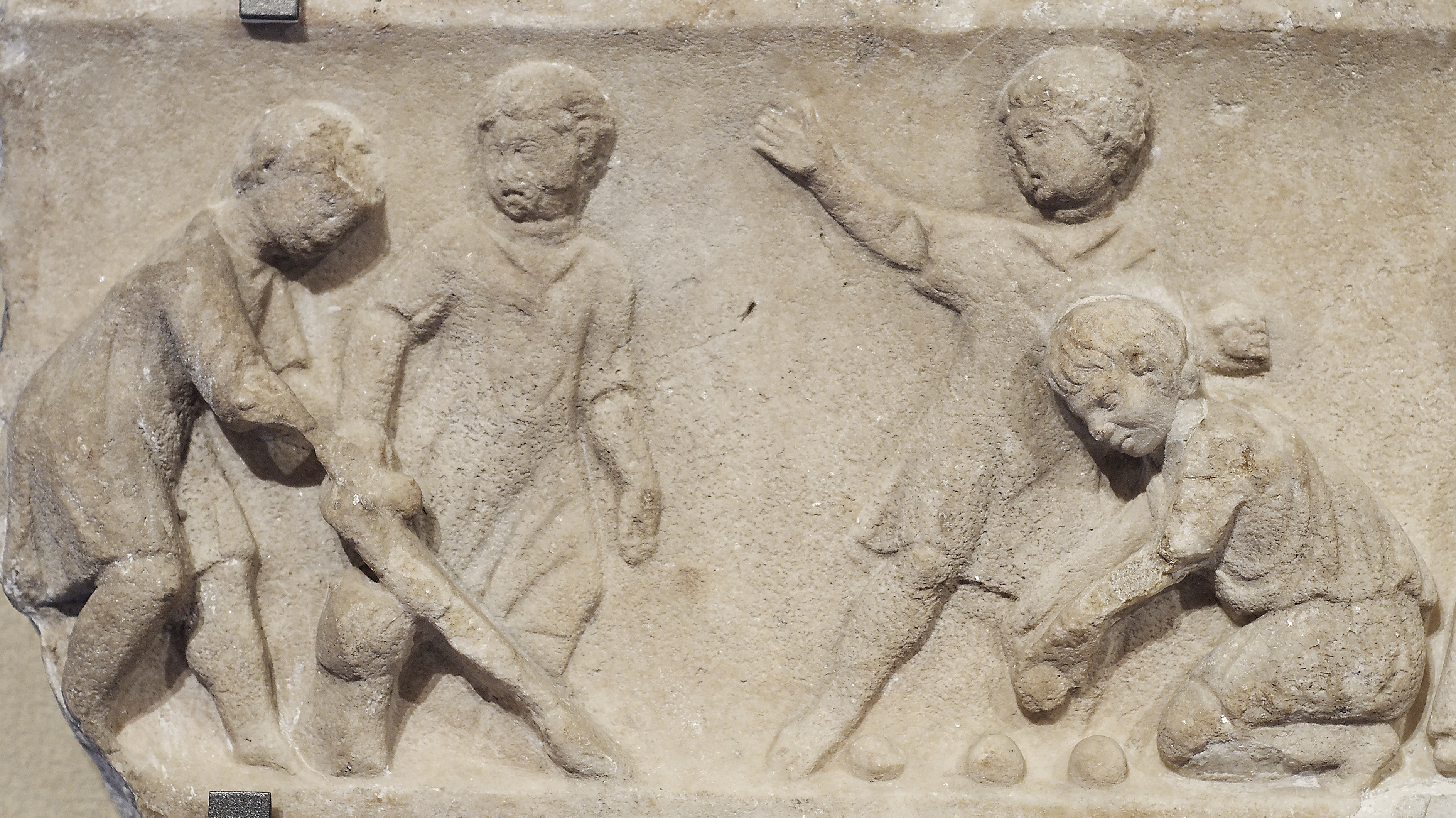
کودکان در حال توپ بازی - اثر هنری مربوط به دو قرن قبل از میلاد

توپ جسمی است که معمولاً گِرد و گاهی تخم مرغی شکل است و کاربردهای گوناگونی دارد. این وسیله در بسکتبال، فوتبال،والیبال،تنیس،هندبال،راگبی،فوتبال آمریکایی،سپک تاکرا و...استفاده می شود
کاربرد دارد. در این بازی‌ها، وضعیت بازی به محل قرارگیری توپ و اینکه آیا به بازیکنان برخورد می‌کند یا توسط بازیکنان به آن ضربه زده می‌شود یا خیر، وابسته‌است. همچنین از توپ در فعالیت‌های ساده‌تری مانند تیله‌بازی یا حرکت‌های نمایشی استفاده می‌شود. توپ‌هایی که از مواد بسیار سخت و مقاوم ساخته شده باشند کاربرد مهندسی دارند و از آن‌ها هنگامی که می‌خواهیم کمترین میزان اصطکاک را داشته باشیم، استفاده می‌شود. غلتک‌ها از این دسته‌اند. همچنین در اسلحه‌های باروت دار، از توپ‌های سنگی وفلزی به عنوان پرتابه استفاده می‌شود.
امروزه توپ‌های زیادی از جنس کائوچو پیدا می‌شود اما این توپ در خارج از قارهٔ آمریکا پیش از سفر کریستف کلمب کاملاً ناشناخته بود. اسپانیایی‌ها نخستین اروپاییانی بودند که توپی را می‌دیدند که کائوچویی است و جهش دارد. این گونه از توپ در دوران پیشاکلمبی در بازی‌های توپی آن منطقه کاربرد داشت. در دیگر نقاط جهان توپ‌ها بیشتر از پوست یا آبدان حیوانات که با مواد گوناگون پر شده بود، ساخته می‌شد.

چون توپ آشناترین جسم گرد برای انسان‌ها است، هرگاه بخواهیم جسم گِرد یا نیمه گِردی را توصیف کنیم از واژهٔ «توپ» برایش استفاده می‌کنیم. 

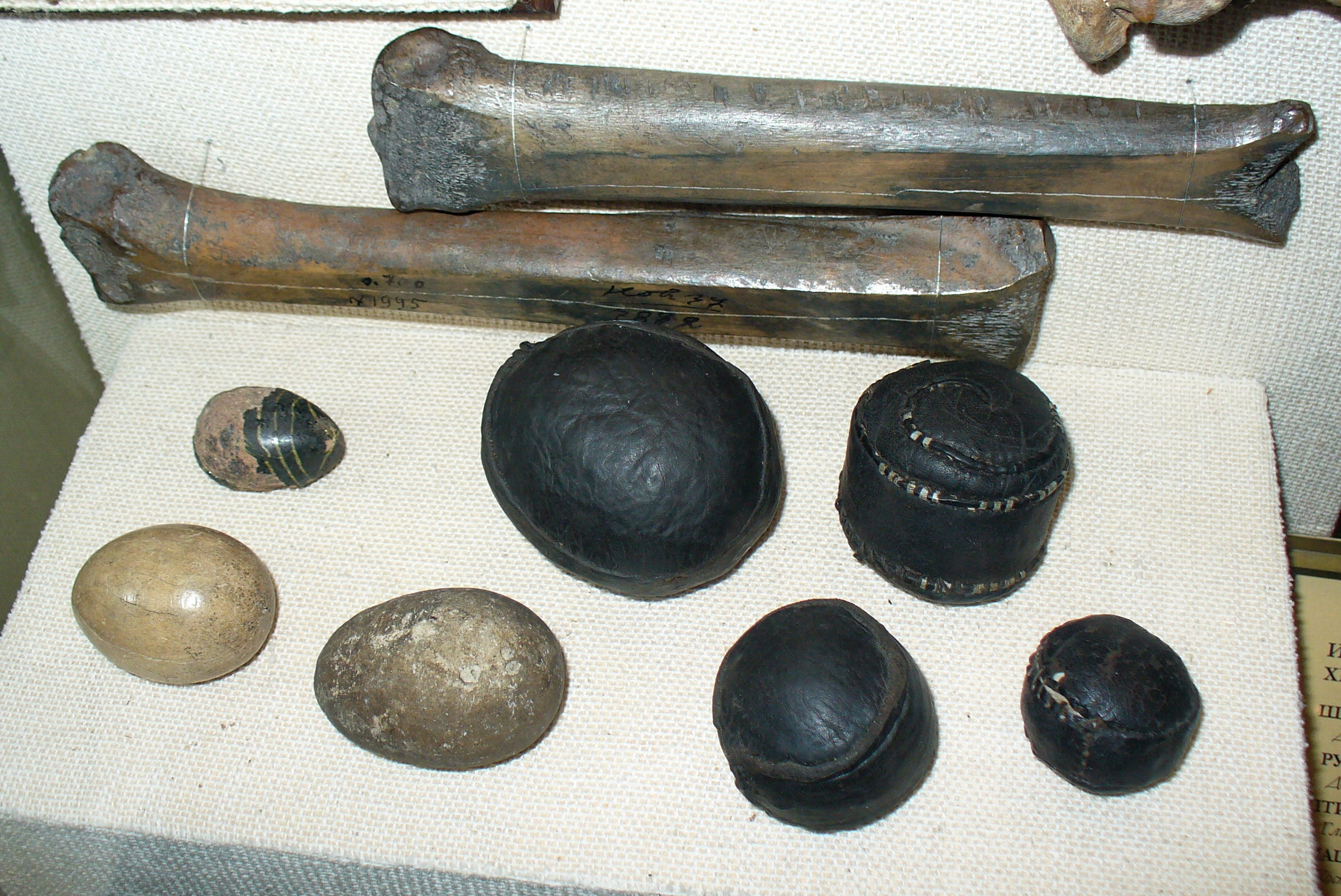
توپ چرمی روسی (мячи) در سده‌های ۱۲ و ۱۳ میلادی.

## ورزش‌های توپی
- فوتبال
- بسکتبال
- والیبال
- هندبال
- واترپولو
- راگبی
- فوتبال استرالیایی
- فوتبال آمریکایی
- تنیس
- سافت‌بال
- بولینگ
- بیسبال
- هندبال
- پینگ پنگ
- هفت سنگ
- وسطی
- تیله‌بازی
- بدن سازی (مدیسن بال)

## انواع توپ

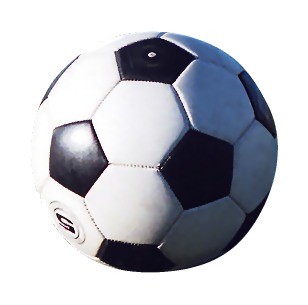
توپ فوتبال
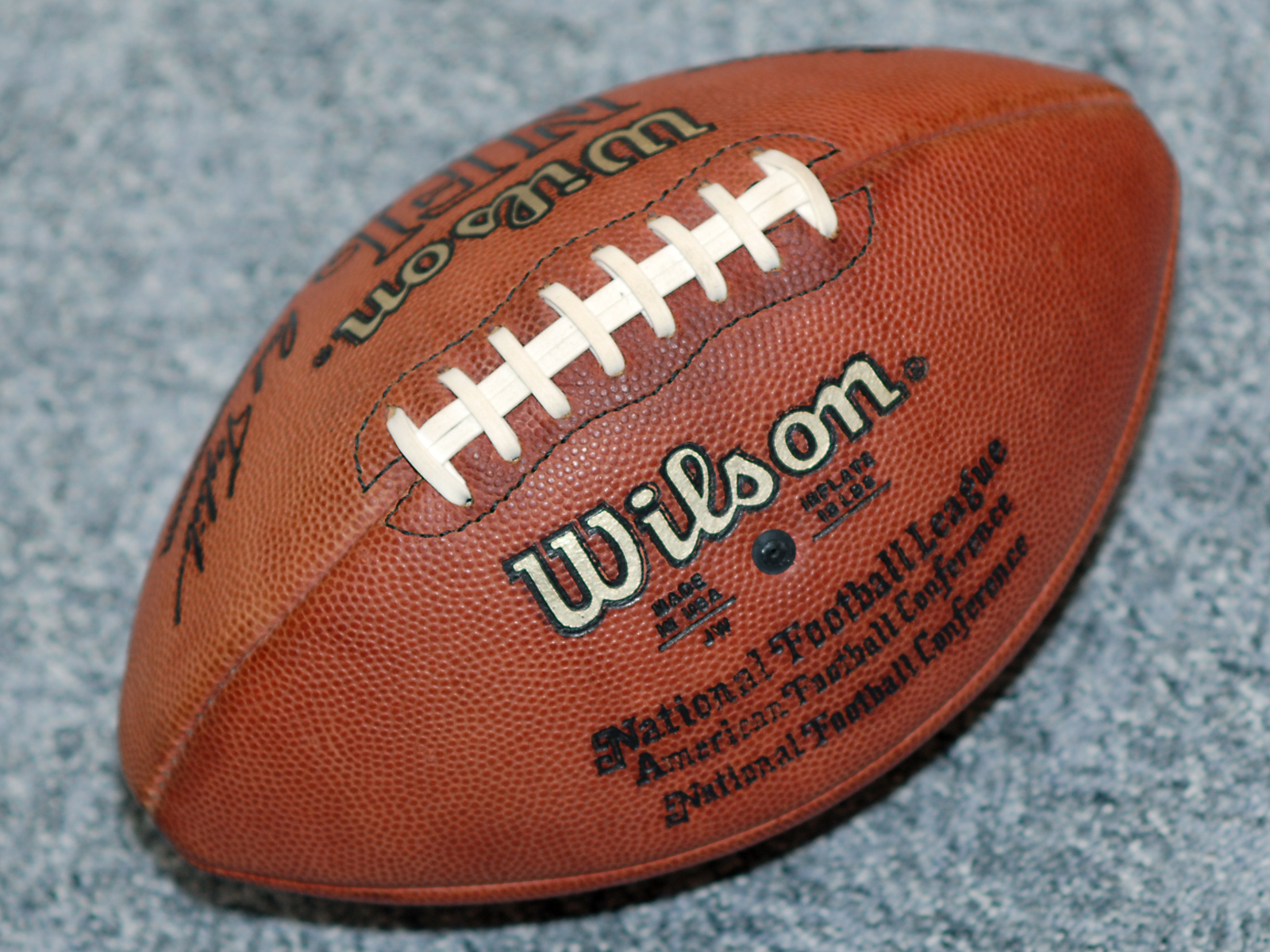
توپ فوتبال آمریکایی
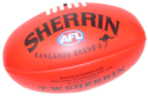
توپ فوتبال استرالیایی
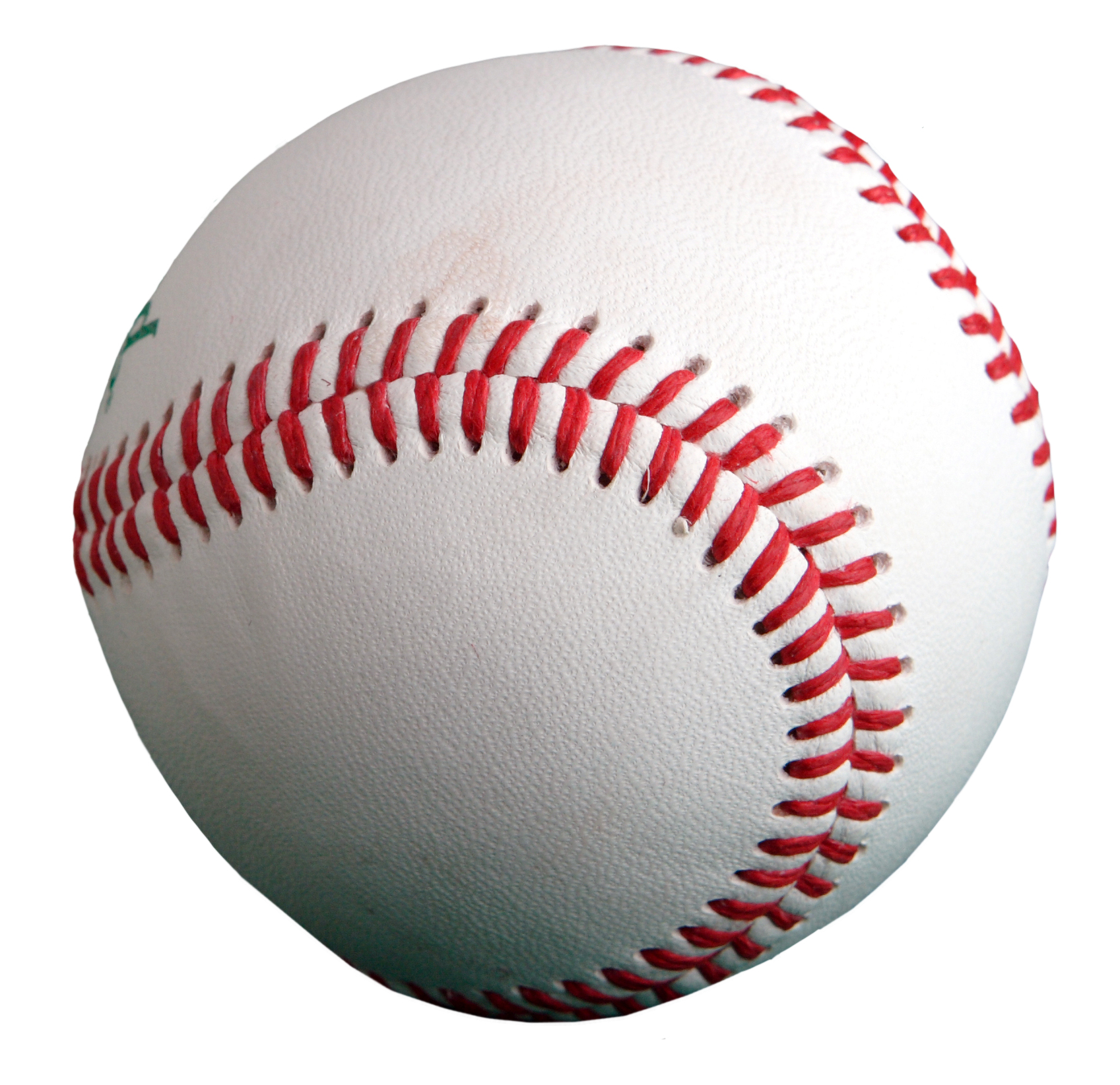
توپ بیس بال
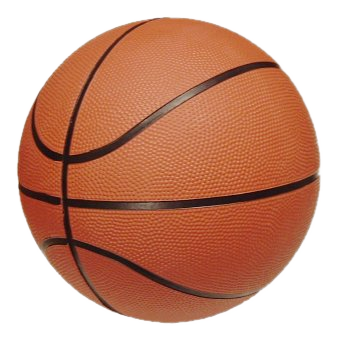
توپ بسکتبال
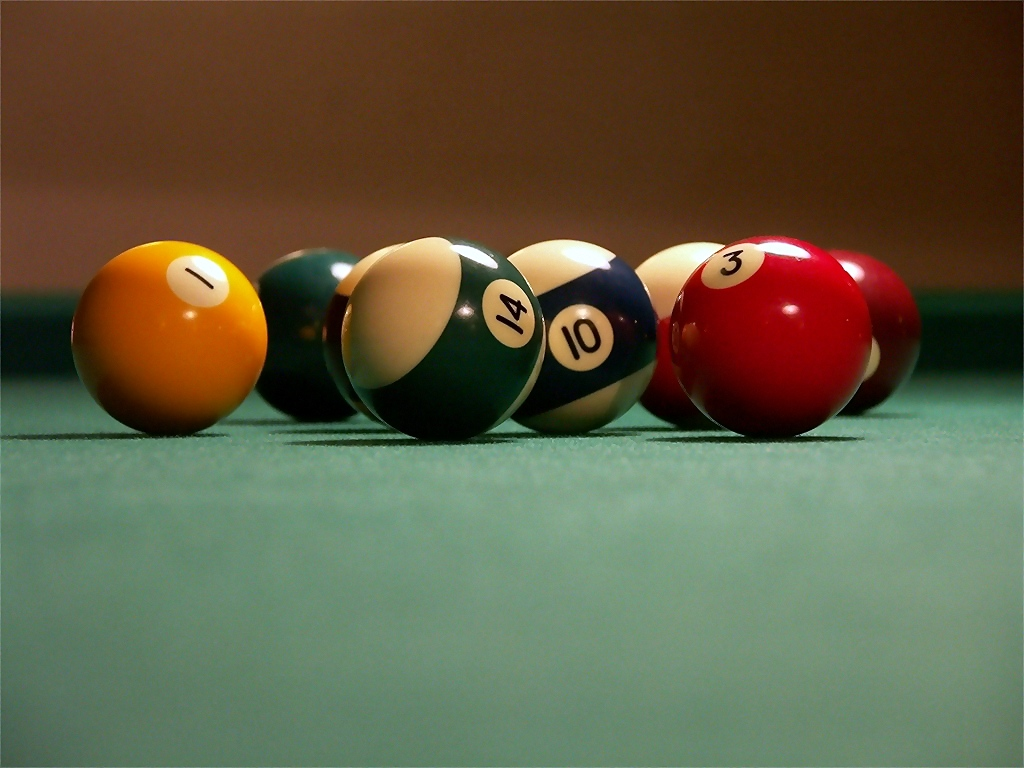
توپ بیلیارد
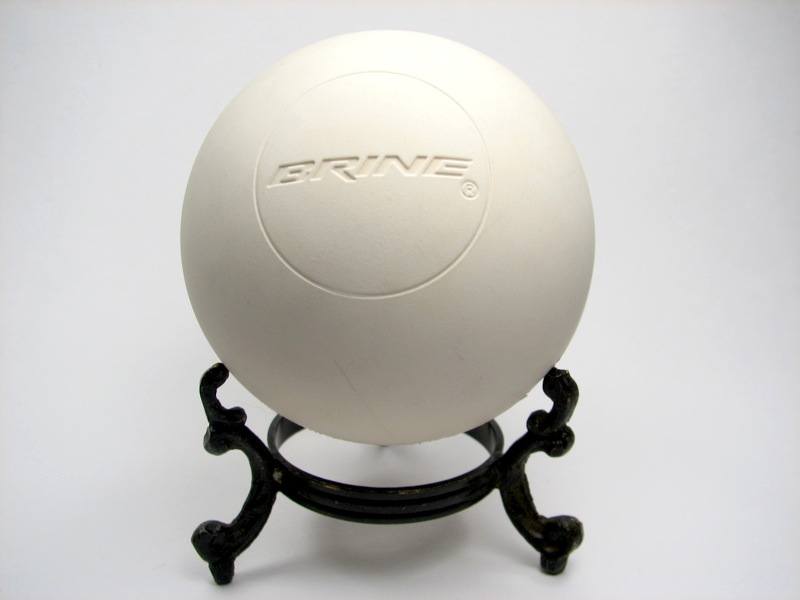
توپ چوگان
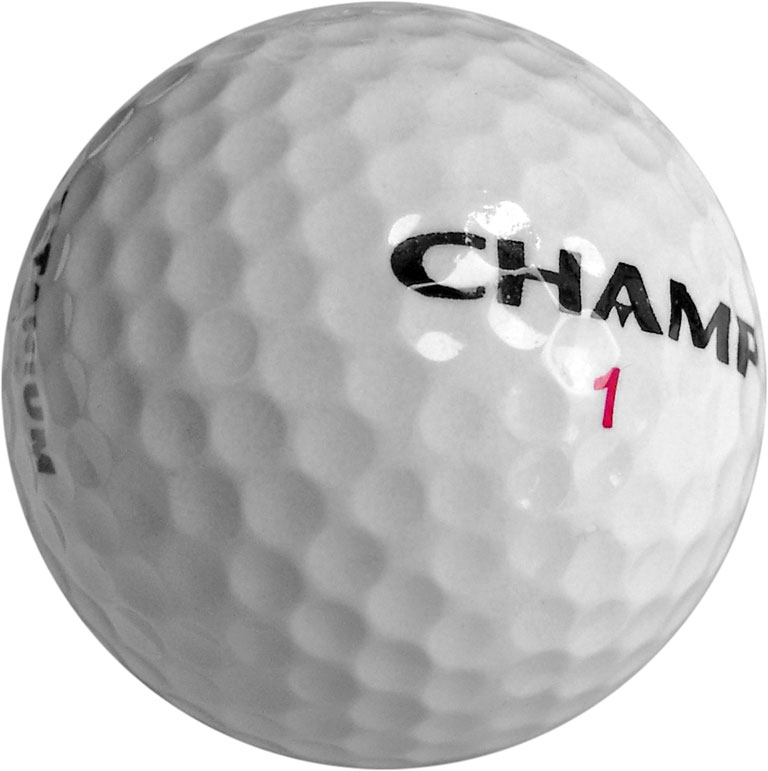
توپ گلف
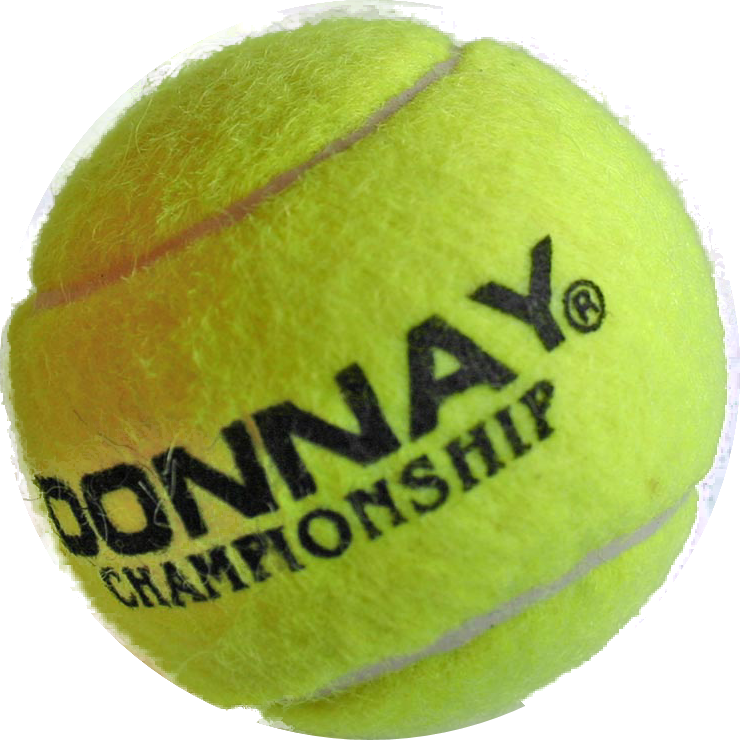
توپ تنیس
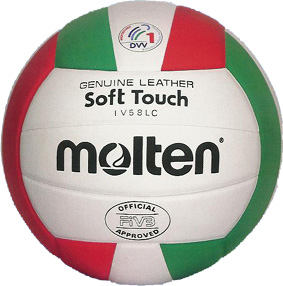
توپ والیبال
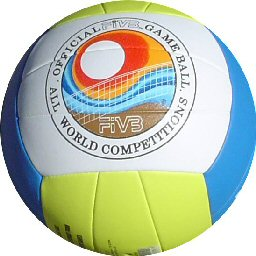
توپ والیبال ساحلی
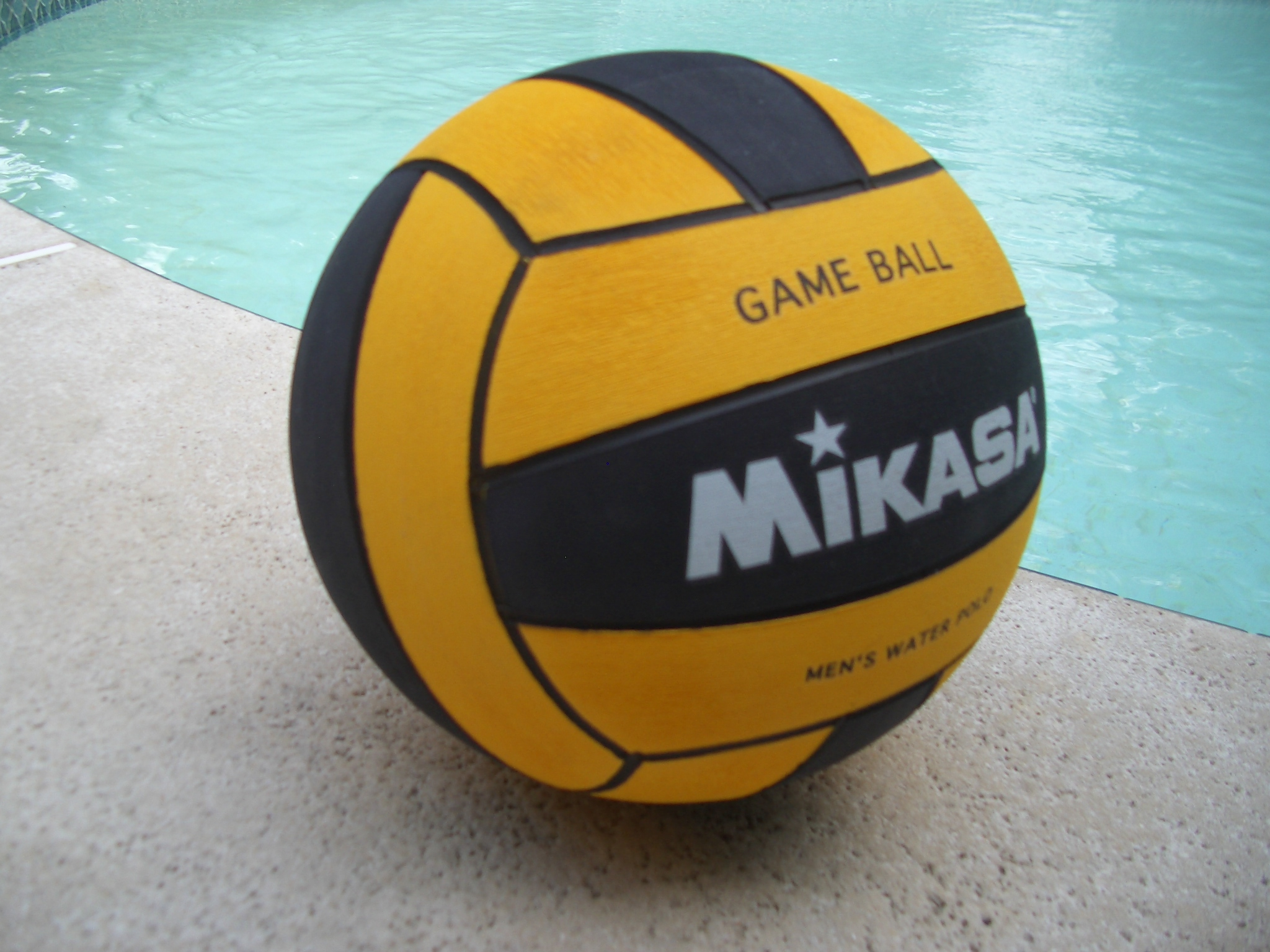
توپ واترپلو
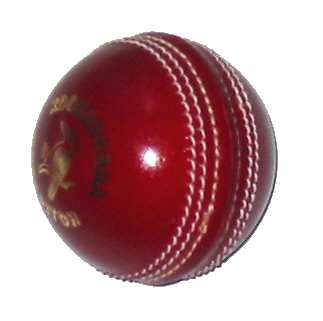
توپ کریکت
توپ پینگ پونگ
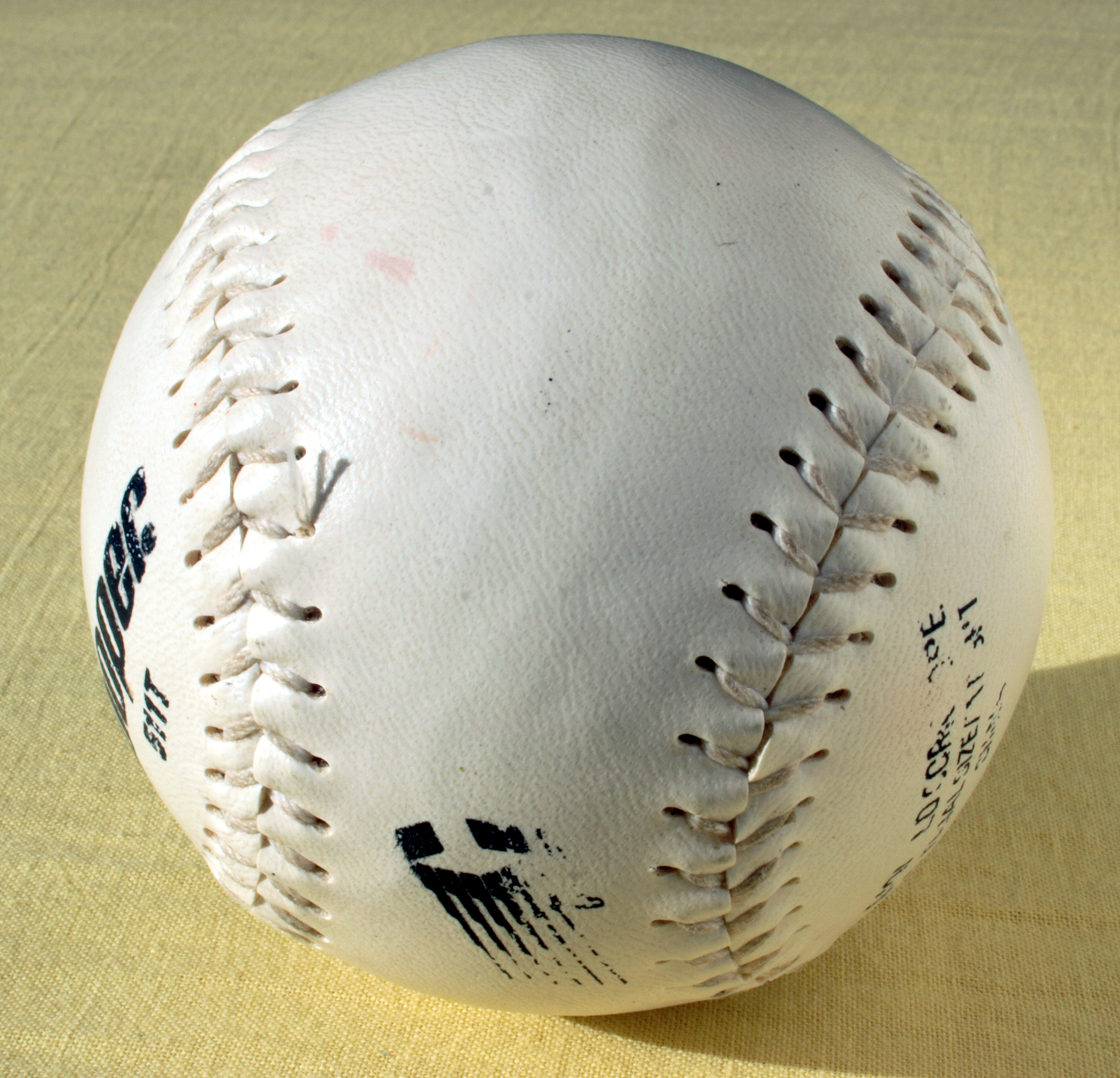
توپ سافت‌بال
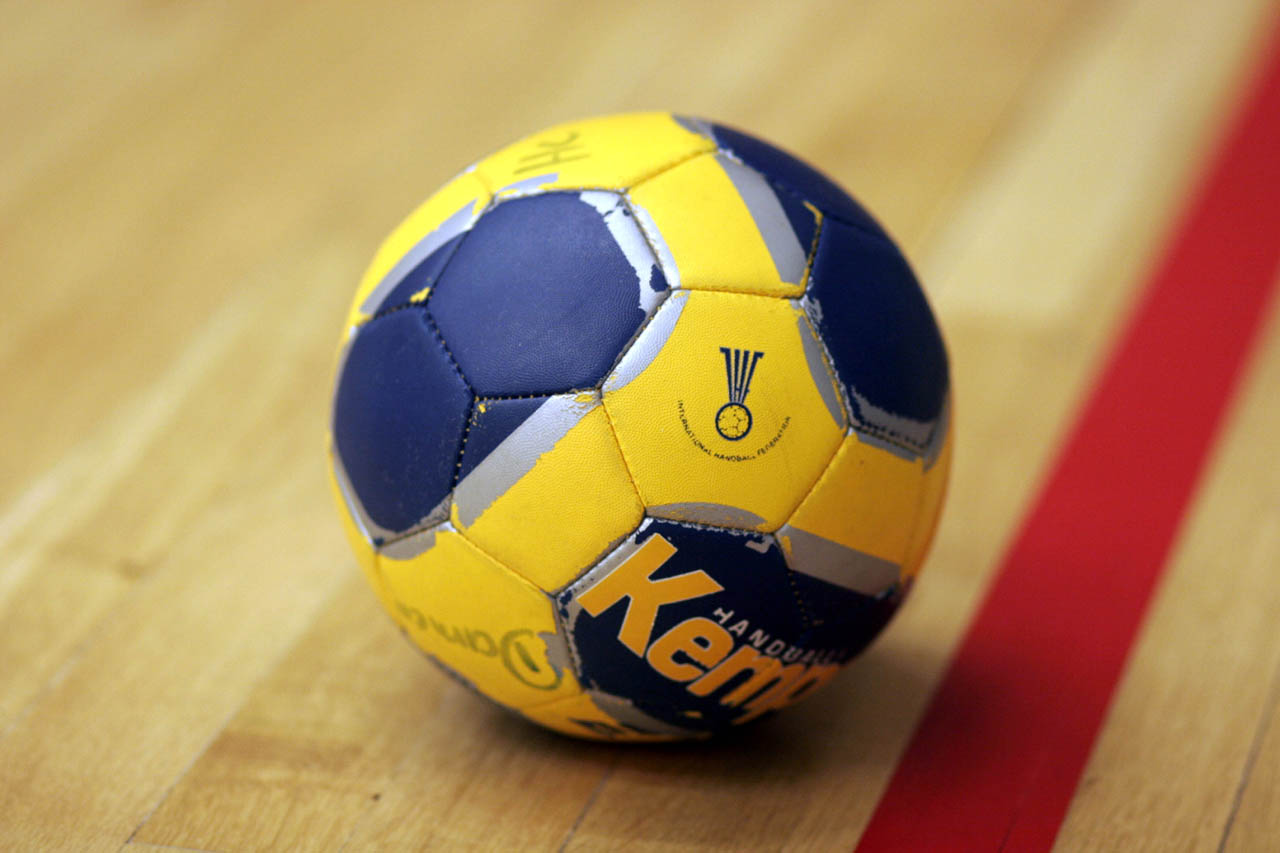
توپ هندبال
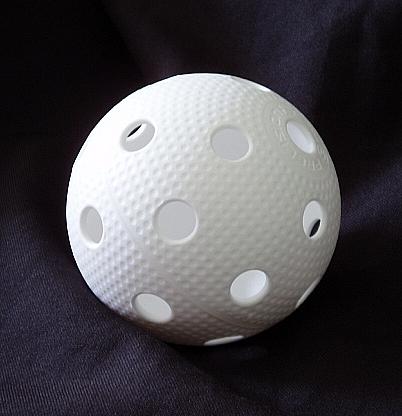
توپ فلوربال
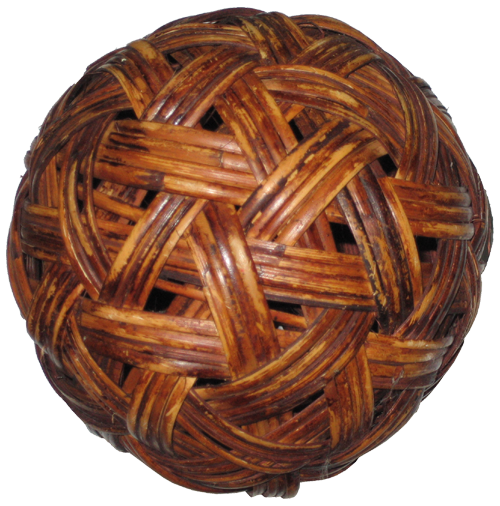
توپ سپک تاکرا
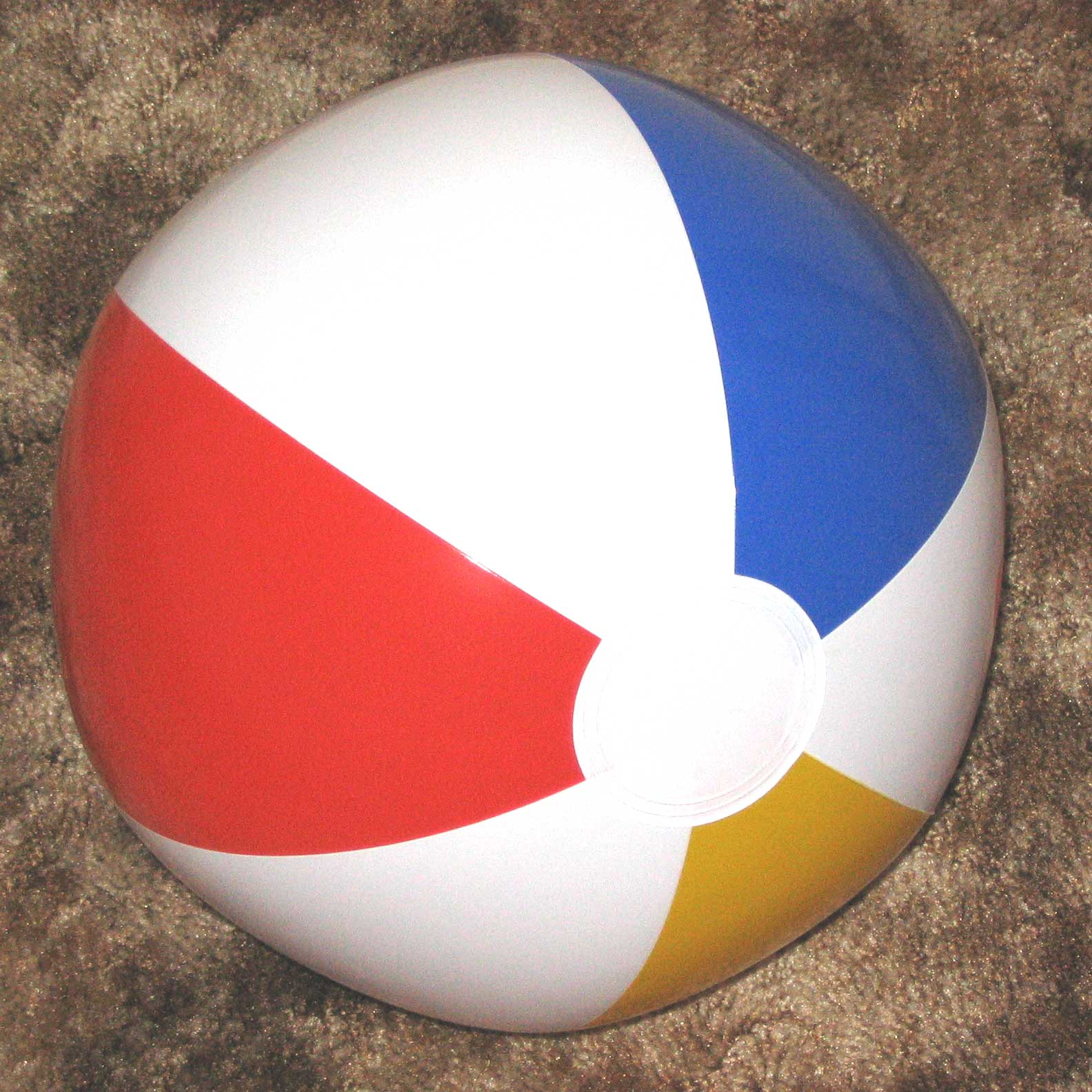
توپ ساحلی
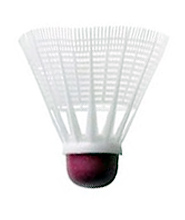
توپ بدمینتون
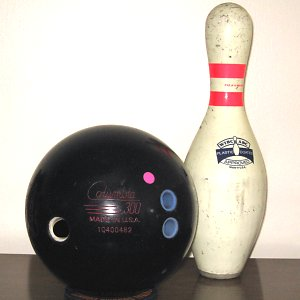
توپ بولینگ
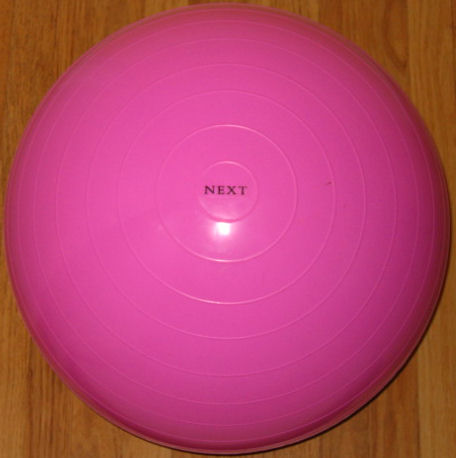
توپ دراز و نشست
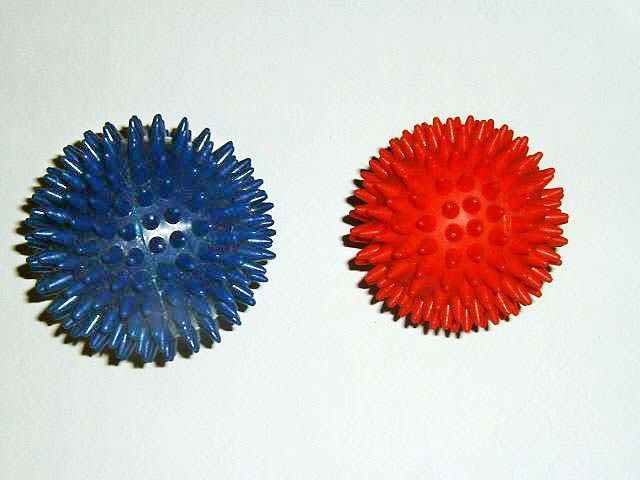
توپ ماساژ
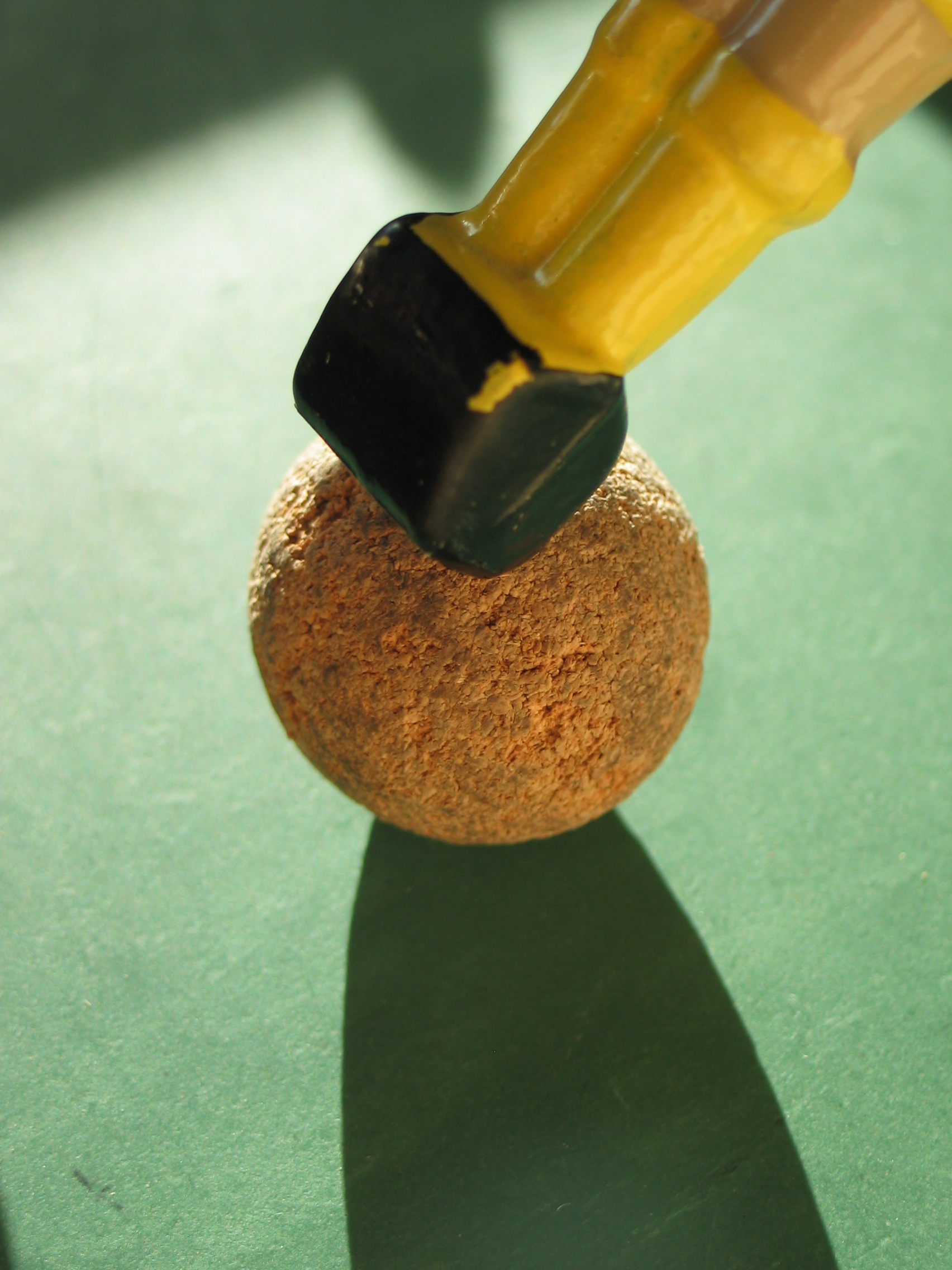
توپ فوتبال دستی
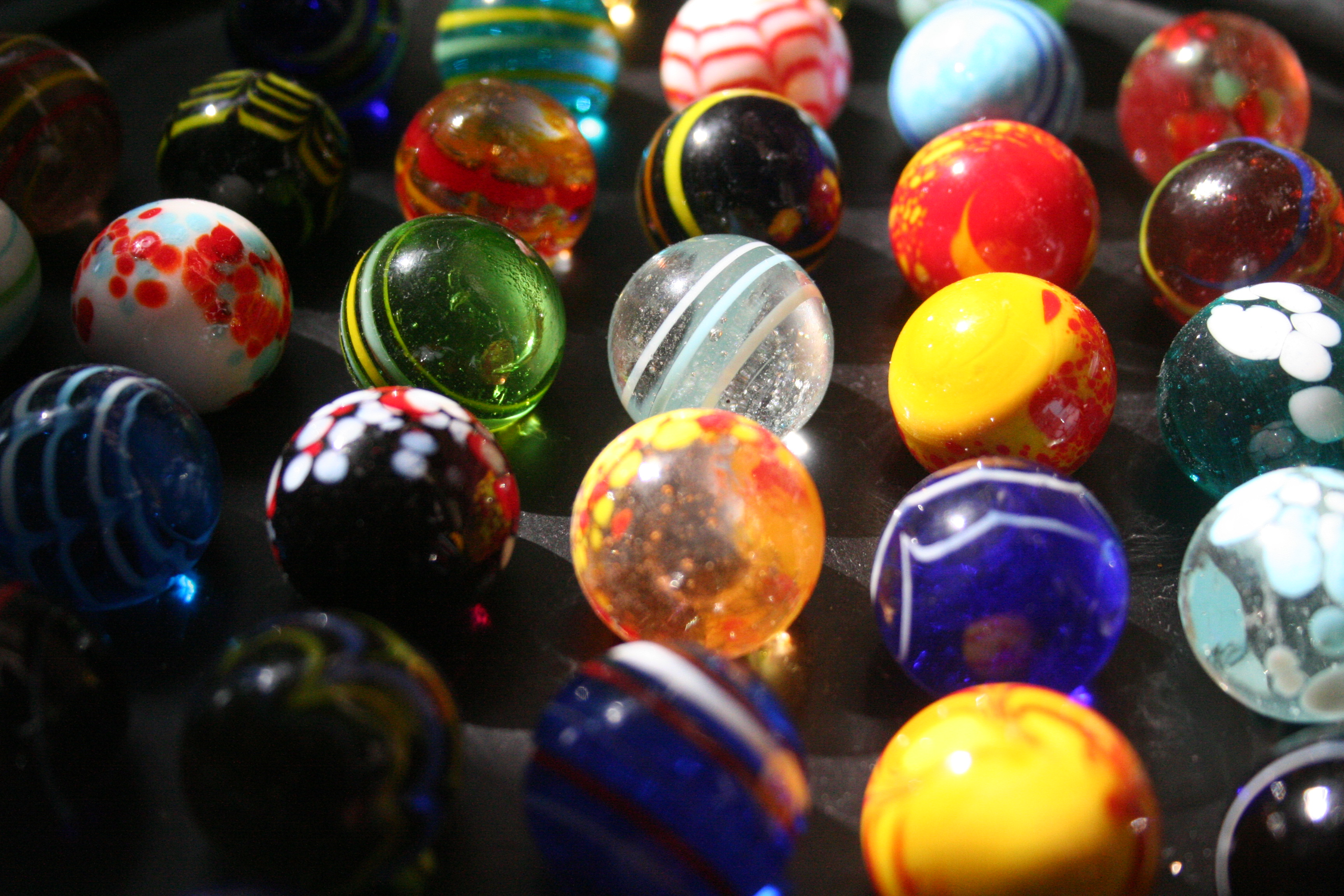
تیله
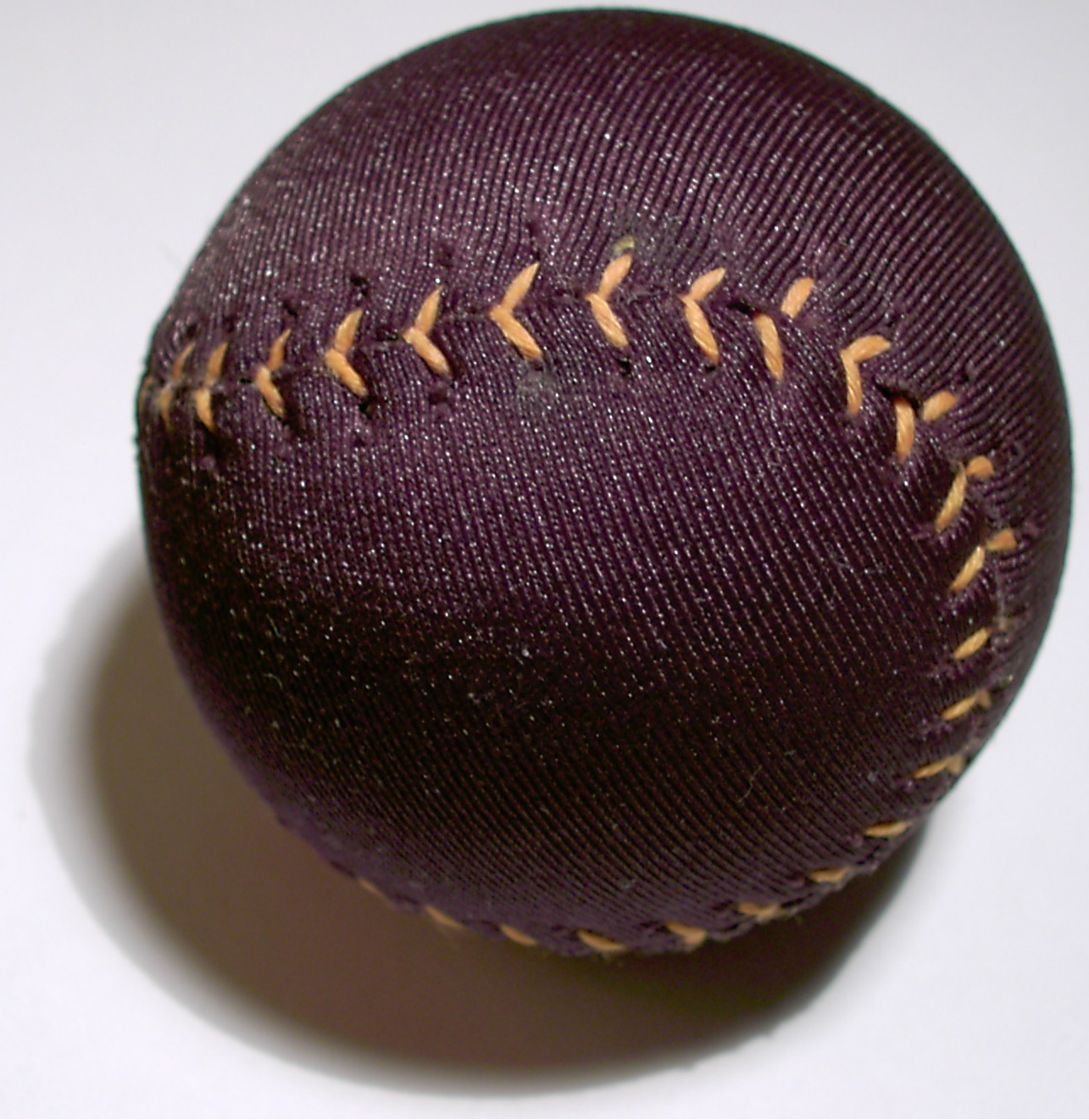
توپ ضد استرس
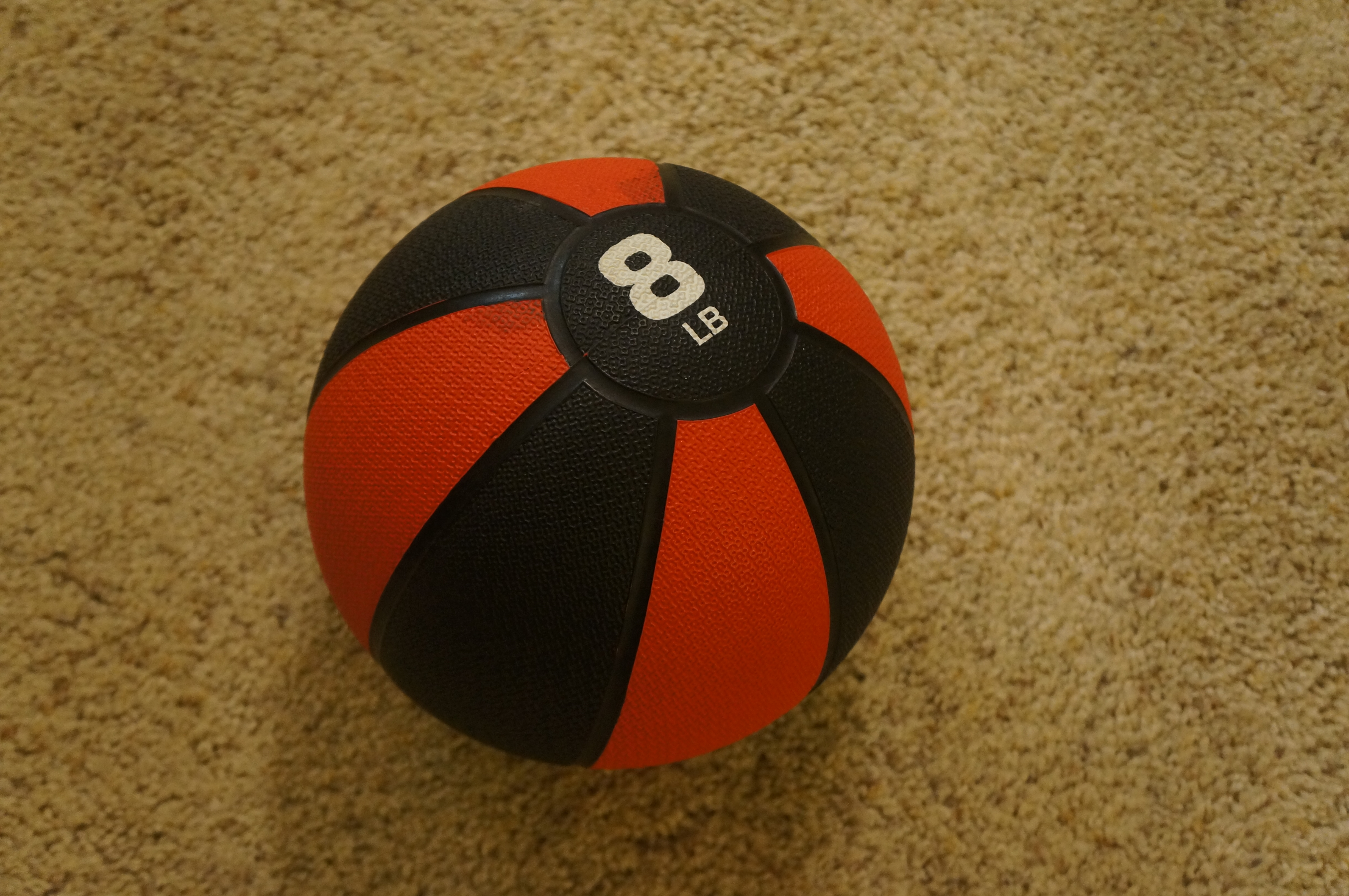
توپ مدیسن بال